# Kas (rzeka)
Kas (ros. Кас) – rzeka w Rosji, w Kraju Krasnojarskim, lewy dopływ Jeniseju.
Długość rzeki wynosi 464 km. Powierzchnia dorzecza obejmuje 11 200 km². Przepływa wzdłuż wschodnich obrzeży Niziny Zachodniosyberyjskiej i jest zasilana głównie przez opady deszczu i śniegu. Średni roczny przepływ wody w odległości 197 km od ujścia wynosi około 53 m³/s. Najwyższy poziom wody występuje od maja do czerwca. Zamarza na początku listopada i lód utrzymuje się do połowy maja.
Rzeka jest żeglowna na długości do 120 km od ujścia do Jeniseju.

## Hydrografia
Powierzchnia dorzecza obejmuje 11 200 km². Przy ujściu rzeka osiąga szerokość około 150 m i głębokość około 1 m, szybkość przepływu wynosi 1,0 m/s.
Rzeka zamarza od początku listopada do połowy maja. Średni roczny przepływ wynosi 53,5 m³/s. Minimalny przepływ występuje w marcu i wynosi 20,7 m³/s, a maksymalny 211 m³/s w maju.